# Peredilske, Stanîcino-Luhanske
Peredilske (în ucraineană Передільське) este localitatea de reședință a comunei Peredilske din raionul Stanîcino-Luhanske, regiunea Luhansk, Ucraina.

## Demografie
Componența lingvistică a localității Peredilske
     Rusă (90,34%)
     Ucraineană (9,57%)
Conform recensământului din 2001, majoritatea populației localității Peredilske era vorbitoare de rusă (90,34%), existând în minoritate și vorbitori de ucraineană (9,57%).